# Club Xelajú MC

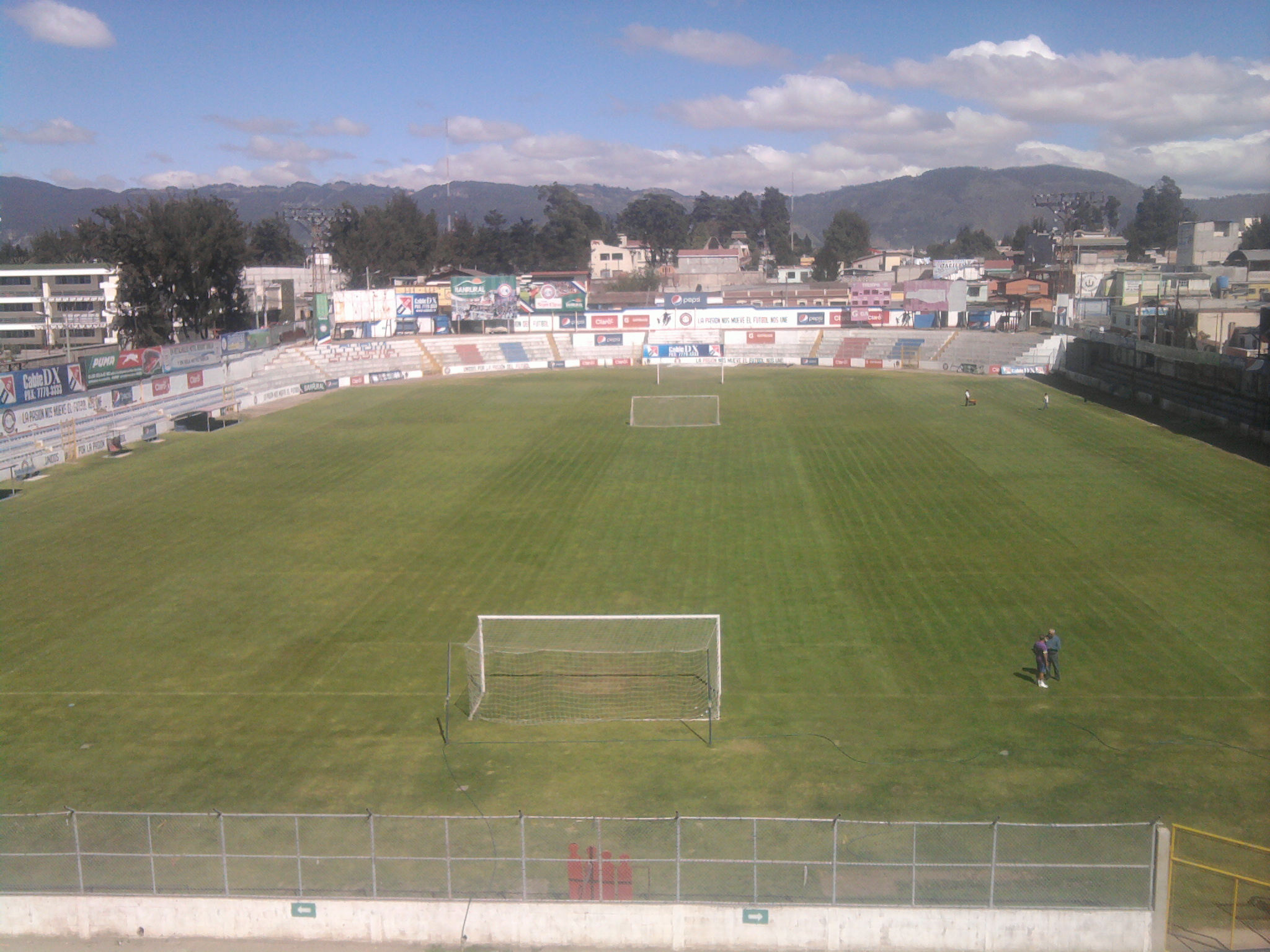
Stadion von Xela

Club Social y Deportivo Xelajú Mario Camposeco, meist nur verkürzt als Club Xelajú MC oder in der kürzesten Form als Xela bezeichnet, ist ein guatemaltekischer Fußballverein aus der Stadt Quetzaltenango, die auch unter dem Maya-Namen Xelajú bekannt ist.

## Geschichte

### Gründung und Vereinsnamen
Der Verein wurde 1928 unter der Bezeichnung Germania gegründet und 1942 in Asociación Deportiva Independiente de Xelajú (ADIX) umbenannt. Mit dem 1952 aufgenommenen Namenszusatz ehrt der Verein seinen ehemaligen Spieler Mario Camposeco, der als bester Spieler der Vereinsgeschichte gilt und 1951 bei einem Flugzeugunglück ums Leben kam.

### Erfolge auf nationaler Ebene
In der Saison 1957/58 gewann Xelajú die Meisterschaft der zweiten Liga und stieg erstmals in die höchste Spielklasse auf. Bereits in ihrer vierten Erstligasaison 1961/62 gewann Xelajú zum ersten Mal die guatemaltekische Fußballmeisterschaft. Weitere Meistertitel folgten in den Spielzeiten 1980, 1995/96, Clausura 2007 und Clausura 2012. Außerdem gewann Xelajú bisher zweimal den guatemaltekischen Pokalwettbewerb in den Spielzeiten 1972/73 und 2010.

### Erfolge auf internationaler Ebene
Der größte Erfolg auf internationaler Ebene war das Erreichen der Finalspiele 1982 um den Copa Interclubes UNCAF, die Xela gegen den honduranischen Club Real España (1:2 und 0:0) verlor.
Bisher nahm Xelajú insgesamt fünfmal an der CONCACAF Champions League, dem bedeutendsten Wettbewerb der CONCACAF, teil und konnte sich bei den ersten vier Teilnahmen bestenfalls für die zweite Runde qualifizieren. Durchsetzen konnte man sich dabei lediglich gegen eher „namenlose“ Gegner wie CD Vida aus Honduras (1963), Real Verdes aus Belize (1997) und den Tauro FC aus Panama (2007/08), ehe in der Saison 2012/13 mit dem mexikanischen Rekordmeister Chivas Guadalajara erstmals einer der namhaften Vereine aus dem Bereich der CONCACAF ausgeschaltet werden konnte.

## Erfolge
- Guatemaltekischer Meister: 1962, 1980, 1996, Clausura 2007, Clausura 2012
- Guatemaltekischer Pokalsieger: 1963, 1973, 2011

## Trainerhistorie
- bis Juni 2013: Hernán Medford
- 26. Juni 2013 bis September 2013: Saúl Rivero